# Tempeliers

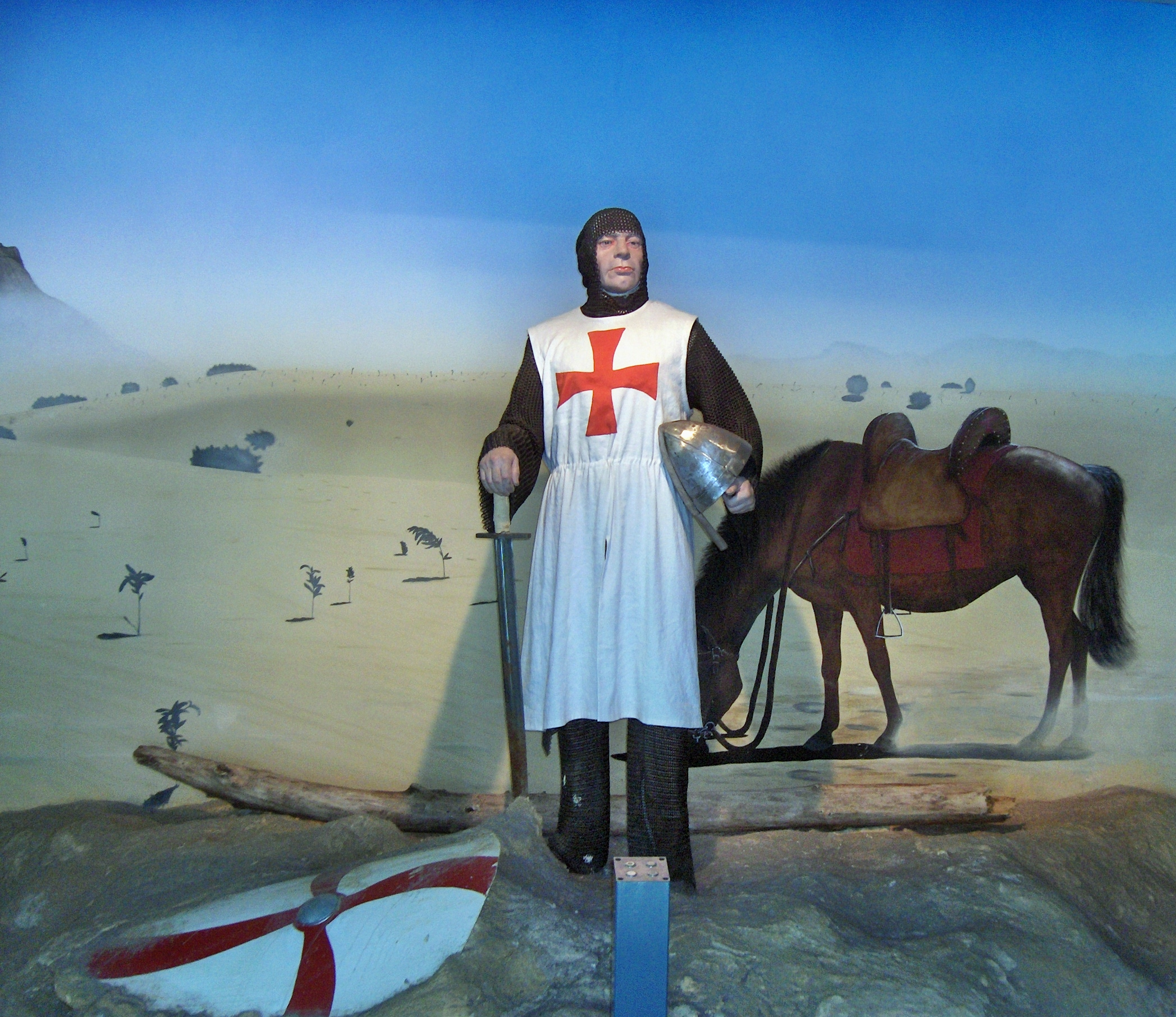
Tempelier

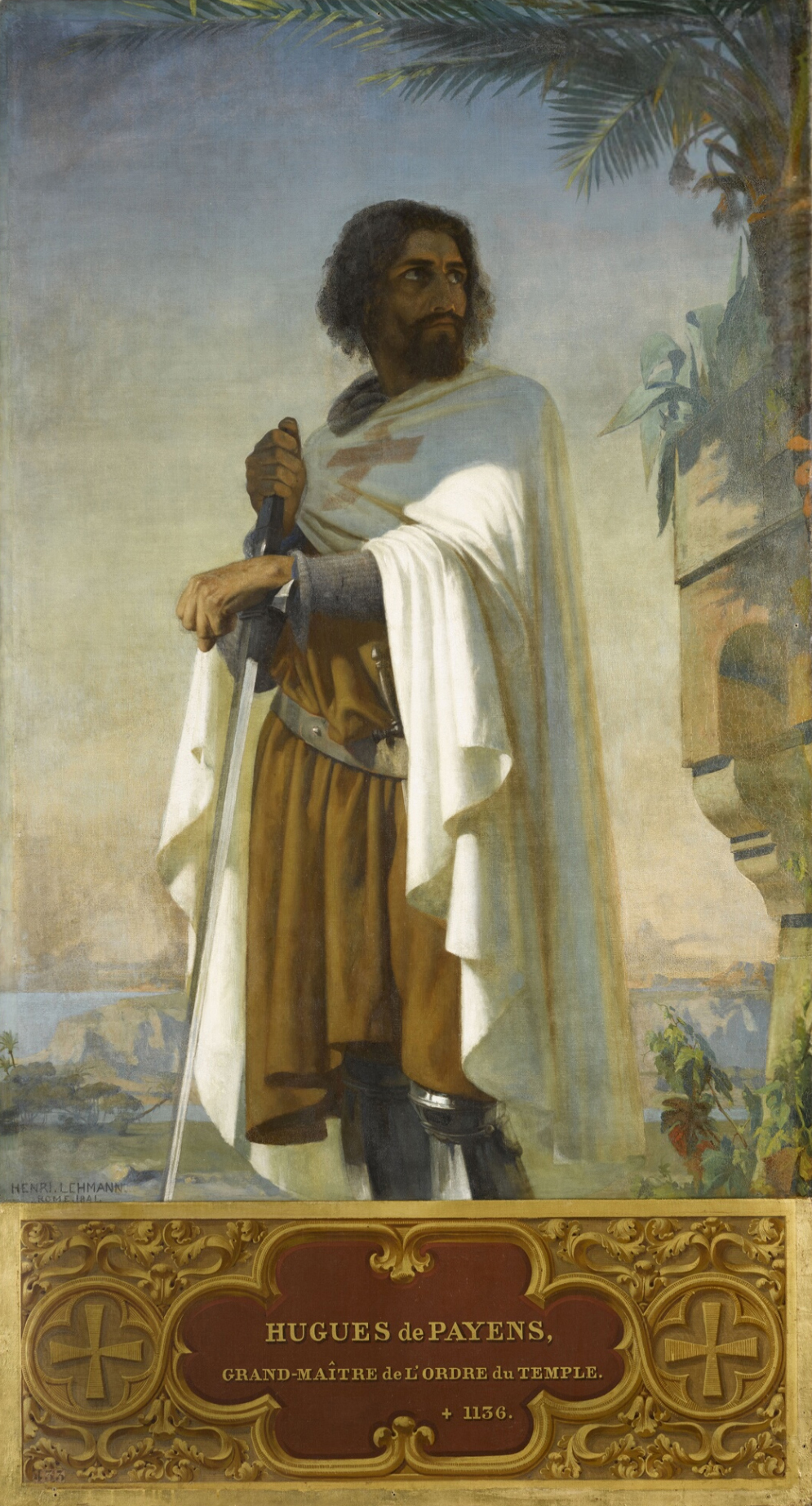
Hugues de Payns, eerste grootmeester van de Orde van de Tempeliers op een negentiende-eeuwse afbeelding

De Orde van de Tempeliers of Tempelorde (Orde van de Arme Ridders van Christus en de Tempel van Salomo) (Latijn: Pauperes commilitones Christi Templique Solomonici) was een christelijke kruisridderorde die ten tijde van de kruistochten als klein onderdeel van de kruisvaarderslegers een Heilige Oorlog tegen de moslims voerde in het Heilige Land. Ze waren gestructureerd als een monnikenorde naar het model van de cisterciënzers en zowel monastiek als militair actief. De orde is ontstaan uit een broederschap van vooral Franse kruisvaarders, waarvan ten minste Hugo van Payns en de Vlaamse edelman Godfried van Sint-Omaars deel uitmaakten. De broederschap legde rond 1118 de klassieke monastieke beloften van armoede, kuisheid en  gehoorzaamheid af ten overstaan van de Latijnse patriarch van Jeruzalem. De orde werd vervolgens in 1129 officieel erkend door de Katholieke Kerk en bleef bijna tweehonderd jaar bestaan. De Tempeliers werden uiteindelijk zo machtig en rijk, dat de Franse koning Filips de Schone er alles aan deed om van hen af te komen.
De broederschap bestond aanvankelijk uit een kleine groep ridders die het plan had opgevat om de pelgrims in Palestina te beschermen. De pelgrims werden tijdens hun tochten door het Heilige Land, van de ene naar de andere door kruisvaarders beschermde plaats, regelmatig slachtoffer van overvallen door autochtonen van het platteland.

## Ontstaan

### Overzicht
Volgens de kroniekschrijver Willem van Tyrus werd de orde opgericht in 1118 door Hugo van Payns, een edelman uit de Champagne. Willem van Tyrus was echter geen ooggetuige en schreef zijn kroniek meer dan vijftig jaar later. Er zijn overigens teksten die doen vermoeden dat de stichting eerder plaatsvond. Zo schreef Ivo van Chartres, de bisschop van Chartres, in 1114 een brief aan Hugo I van Champagne, de graaf van Champagne, dat hij had vernomen dat deze wilde toetreden tot de militie van Christus bij zijn reis naar het Heilige Land.
Bernard van Clairvaux was nauw betrokken bij de oprichting van de orde. Andre de Montbard, een van de eerste negen tempeliers, was zijn oom. Bernards cisterciënzers leverden een aangepaste versie van hun kloosterregels. De orde had ook alles te maken met de graven van Champagne. De orde werd namelijk opgericht om de regio invloedrijker te maken en niet om Jeruzalem te redden van de moslims.
De Tempeliers werden snel, mede dankzij de gelofte van armoede, een zeer rijke orde die overal in het koninkrijk Jeruzalem en andere door de kruisvaarders ingenomen gebieden, en ook in Europa grote landerijen met horigen bezat. Dit kwam door de steun van vele edelen. Wanneer edelen toetraden tot de orde, legden ze een persoonlijke gelofte van armoede af en schonken de orde al hun bezittingen. Daardoor, en omdat zij vrijgesteld was van belastingen, werd de Orde een van de belangrijkste bankiers van de westerse wereld. De schuldbrief, een soort cheque, zou een uitvinding van hen zijn.
De kruisvaarders en pelgrims hadden in de Oriënt veel contacten met de plaatselijke islamitische bovenlaag. De Tempeliers raakten door deze contacten bekend met de, vergeleken bij West-Europa, andere culturele standaard over onder meer levenskunst, filosofie en wetenschappen van de Arabische beschaving. De ridders waren daardoor in staat hun Europese tijdgenoten te helpen zich deze culturele en wetenschappelijke rijkdommen eigen te maken.
De internationaal werkende orde vervoerde grote geldsommen van en naar het Heilige Land. Ze ontwikkelde zich daardoor tot een internationaal bankiershuis. Zo stond de koning van Frankrijk zwaar in de schuld bij hen. Samen met hun groeiende machtspositie zou dit de aanleiding geweest kunnen zijn voor de koning Filips IV van Frankrijk om de orde te laten vervolgen wegens ketterij. Dit gebeurde na jarenlang politieke druk op de Kerk waarbij de koning zelfs twee pausen zou hebben laten vermoorden zodat een vertrouweling van hem, paus Clemens V, kon worden verkozen. Op vrijdag 13 oktober 1307, werden vele leden van de orde op bevel van Filips gevangengenomen en beschuldigd van ketterij. In de pauselijke bul Pastoralis praeeminentiae van 22 november 1307 aan alle christelijke heersers werd de arrestatie van alle Tempeliers bevolen, alsmede de inbeslagname van al hun roerende en onroerende goederen, die daarna aan de kerk vervielen. Dit bevel luidde in vrijwel heel Europa een lange reeks vervolgingen in.

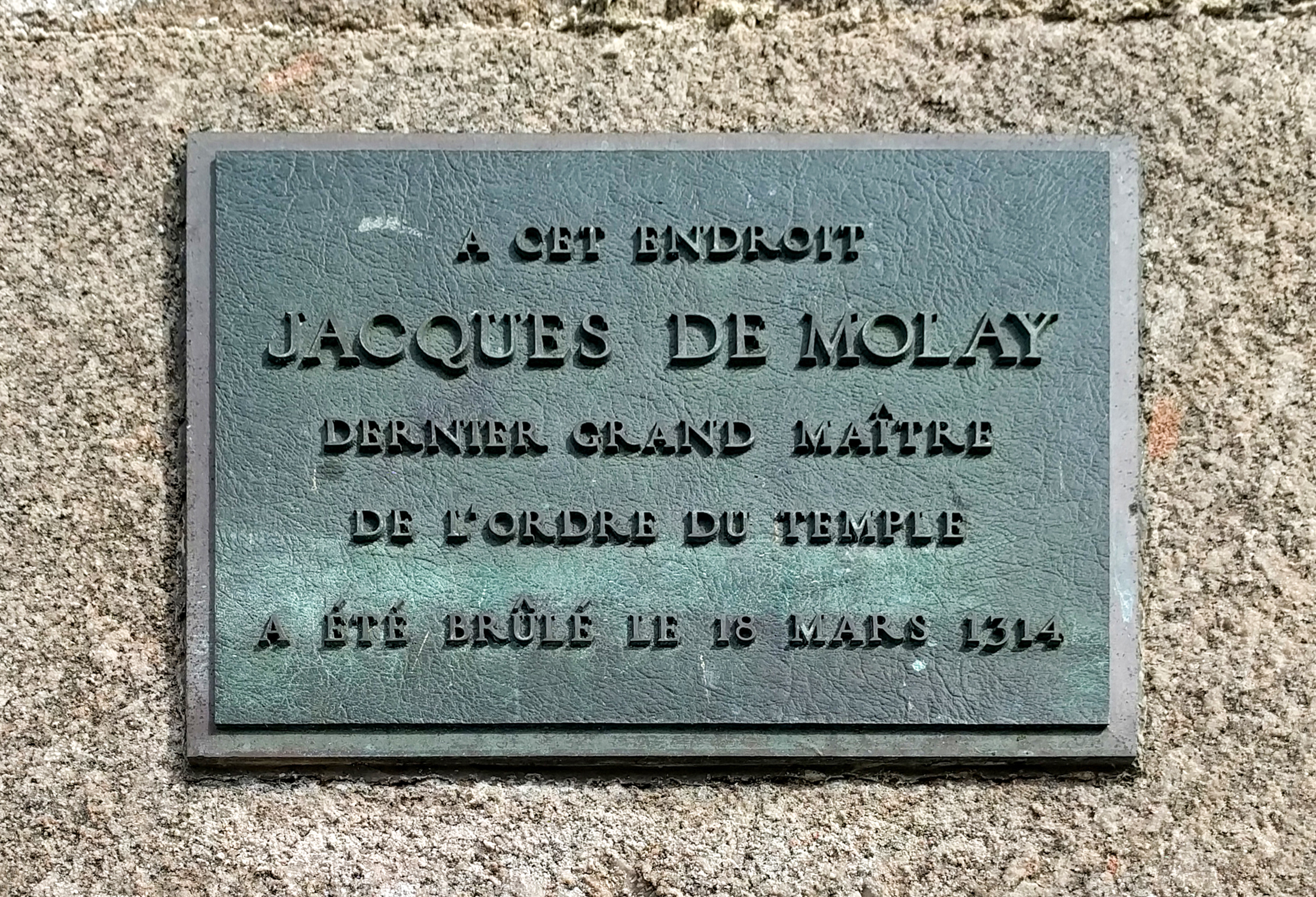
Gedenksteen Jacques de Molay in Parijs

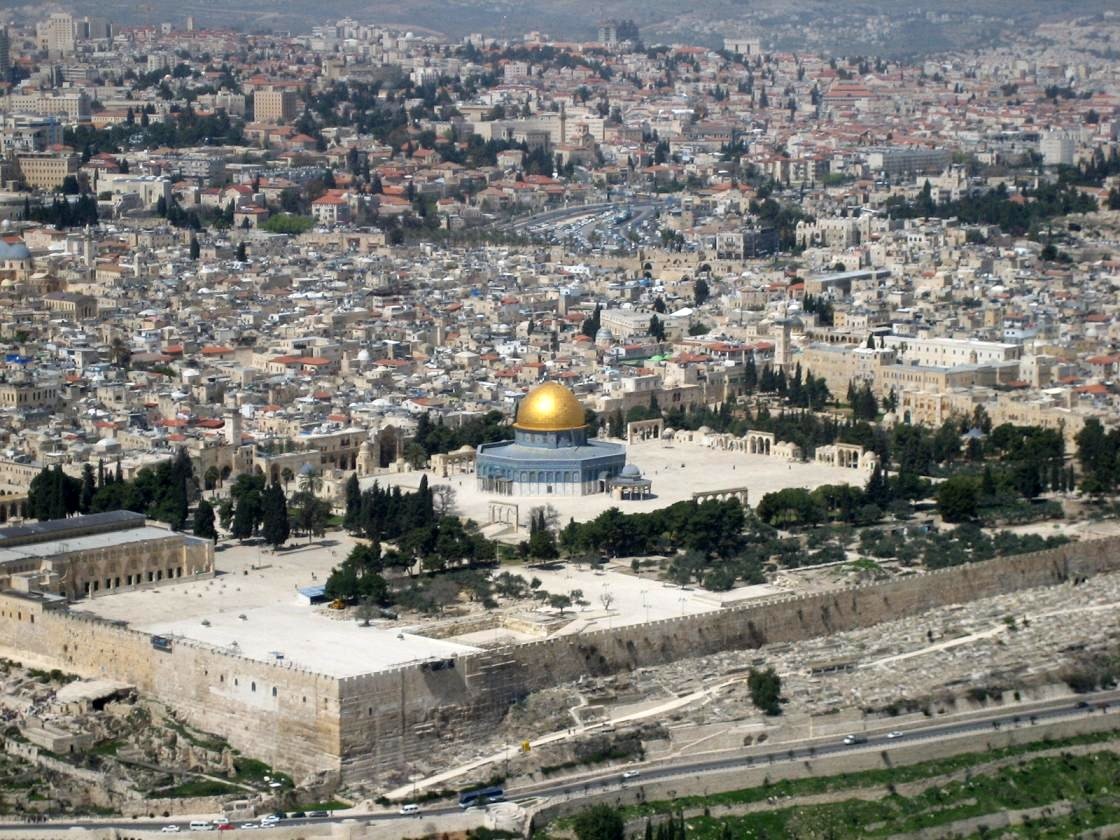
De Tempelberg, naamgever van de orde

De laatste grootmeester van de Tempeliers was Jacques de Molay, hij stierf op 18 maart 1314 in Parijs op de brandstapel. De Molay heeft gedurende zijn (schijn)proces onder marteling bekentenissen afgelegd, maar die later herroepen. De beschuldigingen tegen de Orde van ketterij, homoseksualiteit en aanbidding van "Baphomet" waren voor die tijd ongehoord. Het verhaal wil dat De Molay op de brandstapel de koning en de paus vervloekte; beiden stierven nog geen jaar later.
Nadat de Orde van de Tempeliers was opgeheven, werden veel leden en bezittingen opgenomen door de Hospitaalridders. In Portugal werden de Tempeliers vrijgesproken en veranderden ze hun naam in Ridders van Christus.

### Tempelberg
In 1118 zwoeren de ridders de patriarch Gormond van Jeruzalem dat zij de wegen zouden beschermen en een leven van kuisheid, armoede en vroomheid zouden leiden. Koning Boudewijn II van Jeruzalem zag de waarde van zo'n groep religieuze ridders en stelde hun een deel van zijn paleis ter beschikking, dat op de Tempelberg stond. Dit zou de eerste van vele giften zijn die de Tempeliers de tweehonderd jaar daarna als orde zouden ontvangen. Op de Tempelberg had koning Salomo rond 1000 v.Chr. zijn tempel gebouwd, maar na de verwoesting in 70 n.Chr. was er niets meer van over. Volgens de islamieten is de profeet Mohammed daar aan zijn hemelvaart begonnen, daarom hadden zij er de Rotskoepel gebouwd. De Tempeliers breidden het gebied uit en zetten er nieuwe gebouwen op. De tempeliers verbouwden de al-Aqsamoskee om tot hun verblijfplaats. De Rotskoepel was al kort na de verovering van Jeruzalem in 1098 tot Christelijke kerk gewijd. Vanaf die tijd noemde de groep zich de Tempelorde. Van hun activiteiten op de Tempelberg is nu bijna niets meer terug te vinden, want nadat de moslimleider Saladin in 1187 Jeruzalem heroverde, liet hij elk spoor van hun aanwezigheid verwijderen. De Tempeliers trokken zich na de val van Jeruzalem terug op Akko en vestigden daar in 1191 hun hoofdkwartier. In 1291 viel ook Akko en trokken de Tempeliers zich terug op Cyprus en hun moederlanden in Europa.

### Heilige Oorlog
De tempelorde voerde een Heilige Oorlog tegen de islam en maakte na de val van Jeruzalem en andere belangrijke steden deel uit van de bezettingsmacht in het Heilige Land. Zij hadden tot taak pelgrims te beschermen die reisden langs de pelgrimsroutes naar de heilige plaatsen in het Heilige Land. Volgens de oorspronkelijk door de cisterciënzer abt Bernard van Clairvaux opgestelde Regel van de Orde waren de Tempeliers zowel monniken als ridders. Ze beschouwden zichzelf als de militie van Christus. Het was toegestaan om moslims te doden, maar wie een christen doodde, werd uit de orde gezet. De Tempeliers waren berucht voor hun religieus fanatisme en militant karakter. Het waren vechtersbazen die veel geweld gebruikten tegen de vijanden van hun geloof en met gelijke munt terugbetaald werden. De moslimleider Saladin was bijvoorbeeld edelmoedig tegenover gewone ridders, maar Tempeliers en hospitaalridders doodde hij allemaal, waarschijnlijk omdat de Orde der Tempeliers als principe geen losgeld betaalde voor gevangengenomen Tempeliers. Na de Slag bij Hattin (1187) liet hij hen op rituele wijze ter dood brengen. Ook zijn opvolgers kenden geen genade voor de ridderorden.

## Organisatie

### Grondregel
De orde had manschappen en middelen nodig. De eerste grootmeester Hugo van Payns maakte een propagandatocht in het westen en wist grote delen van Europa te interesseren voor de beweging. Maar het Vaticaan moest de orde wel eerst officieel erkennen. Het was monniken verboden om bloed te vergieten, dus was een kerkelijke zegen over het verschijnsel van riddermonniken gewenst. Paus Honorius II liet in januari 1129 de Grondregel van de tempelorde goedkeuren op het concilie van Troyes. Het reglement van de cisterciënzers van Bernard van Clairvaux had model gestaan. Er was vrijwel geen aandacht voor het militaire; het accent lag op de monnikentaak zoals het beschermen van armen, weduwen, wezen en kerken. Later verschenen er zes aanvullingen op de Grondregel die wel militaire paragrafen zouden bevatten.
Bernard van Clairvaux was een van de eerste beschermers van de Tempeliers. Dankzij zijn aanbeveling was Hugo van Payns in staat om de pauselijke instemming voor zijn orde te verkrijgen. Hij schreef grootmeester de Payns een brief waarin hij het werk van de Tempeliers prees en de hulp die ze 'vele goddeloze mannen, rovers, moordenaars, woordbrekers, overspeligen' gaven om 'de weg naar het Heilige Land te vinden'. Met deze aanbeveling vertrok Hugo van Payns naar de Raad van Troyes in Frankrijk. Daar vond een vergadering plaats van belangrijke geestelijken en leken. Hij legde de aanbeveling door Bernardus en de geloofsbrieven van zijn broederschap over samen met een beschrijving van hun manier van leven, plichten, privileges en rituelen om zo de erkenning van zijn orde veilig te stellen.
De bul Omne datum optimum van paus Innocentius II verleende in 1139 een groot aantal voorrechten aan de tempelorde. Ze mochten hun statuten opstellen, een grootmeester verkiezen en priesters benoemen. Ze hoefden geen kerkelijke belastingen te betalen en hadden zelf recht op de tienden. De orde viel rechtstreeks onder het gezag van de paus. Ze waren onafhankelijk van de reguliere geestelijkheid en de wereldlijke overheid, ze konden zich onttrekken aan het gezag van de aartsbisschop en koning van Jeruzalem. De reguliere geestelijkheid had het moeilijk met de bevoorrechte positie van de Tempeliers, hoewel andere monniken- en ridderorden ook dergelijke voorrechten hadden.
Het Hiërarchisch statuut uit 1165 was een aanvulling op de Grondregel. In deze militaire handleiding werd gesproken over de functies en bevoegdheden van de leden, de wijze van oorlog voeren en de procedure om een grootmeester te kiezen. Voor dit laatste werden de provinciecommandeurs uitgenodigd op het hoofdkwartier. Alle aanwezige leden deden mee met het benoemen van twee keuzeheren. Het tweetal vulde zich in trapjes aan tot dertien, bestaande uit acht ridders, vier soldaten en een kapelaan. Deze mannen gingen in conclaaf en kozen een nieuwe grootmeester.

### Religieuze Orde

Het Tempelierskruis

De Tempeliers was een traditionele religieuze orde. Zijn leden legden de gangbare kloostergeloften af, gebaseerd op de Regel van Benedictus, van armoede, kuisheid en gehoorzaamheid. Het dagelijks leven werd, waar mogelijk, ingericht als dat van een reguliere orde. Ze aten in gemeenschappelijke eetzalen in absolute stilte, terwijl er voorgelezen werd uit de Bijbel. Maar vanwege hun militaire doelstellingen werden de regels aangepast zodat de krijgsprestaties van de broeders daar niet onder te lijden kregen.
Hun kruin werd geschoren, maar ze lieten hun baard staan. De ridders droegen een wit kleed, de serianten (leden van niet-adellijke afkomst) een zwart kleed.
Het beroemde rode Tempelierskruis stond symbool voor het lijden van Christus. Tijdens de wekelijkse kapittelvergaderingen moesten de leden een na een hun zonden opbiechten. Er waren priesters om de absolutie te geven. Het was de leden ten strengste verboden geld of goederen te bezitten. Gokken en overmatig drankgebruik waren ook verboden. Het gezelschap van vrouwen was niet gewenst. De Tempeliers hadden een grote collectie relikwieën. De belangrijkste was het Ware Kruis. In 1099 werd een vermeend stuk van het kruis van Christus gevonden in de Heilig Grafkerk. Het werd opgeborgen in de tempel en meegevoerd tijdens kruistochten van de orde. Het Ware Kruis werd dag en nacht door tien tempelridders bewaakt.

### Ridderorde
De Tempeliers waren een ridderorde, de enige orde die als ridderorde is begonnen. Aan het hoofd van de organisatie stond de Grootmeester. De Grondregel gaf hem het statuut van alleenheerser, maar volgens het Hiërarchisch statuut moest hij in veel situaties overleggen met andere broeders of het Algemeen Kapittel. De orde heeft tweeëntwintig grootmeesters gekend waaronder zeventien Fransen. Het Algemeen Kapittel vond plaats op het hoofdkwartier op initiatief van de grootmeester. Deze vergadering besliste mee over belangrijke benoemingen, land, kastelen, oorlog en vrede. De grootcommandeur was de commandeur van de provincie Jeruzalem en de plaatsvervanger van de grootmeester. De provinciecommandeurs waren baas over hun provincie, maarschalken hadden de leiding over het leger.
In het leger waren de ridders de elitetroepen. Iemand kon alleen tempelridder worden als hij de wettige zoon van een ridder was. Het was een eretitel die naast een hoger aanzien ook privileges opleverde zoals zwaardere wapens en meer paarden. De ridders werden bijgestaan door sergeanten, (gast)kruisridders huurlingen, en turcopolieren. Deze laatsten waren autochtone huurlingen, al dan niet van christelijke afkomst. Ze vochten op dezelfde wijze als de Turken: te paard met pijl-en-boog. Op haar hoogtepunt zou de orde beschikken over een aanzienlijke strijdmacht van 600 ridders, 2.000 sergeanten en duizenden huurlingen.

### Internationale organisatie

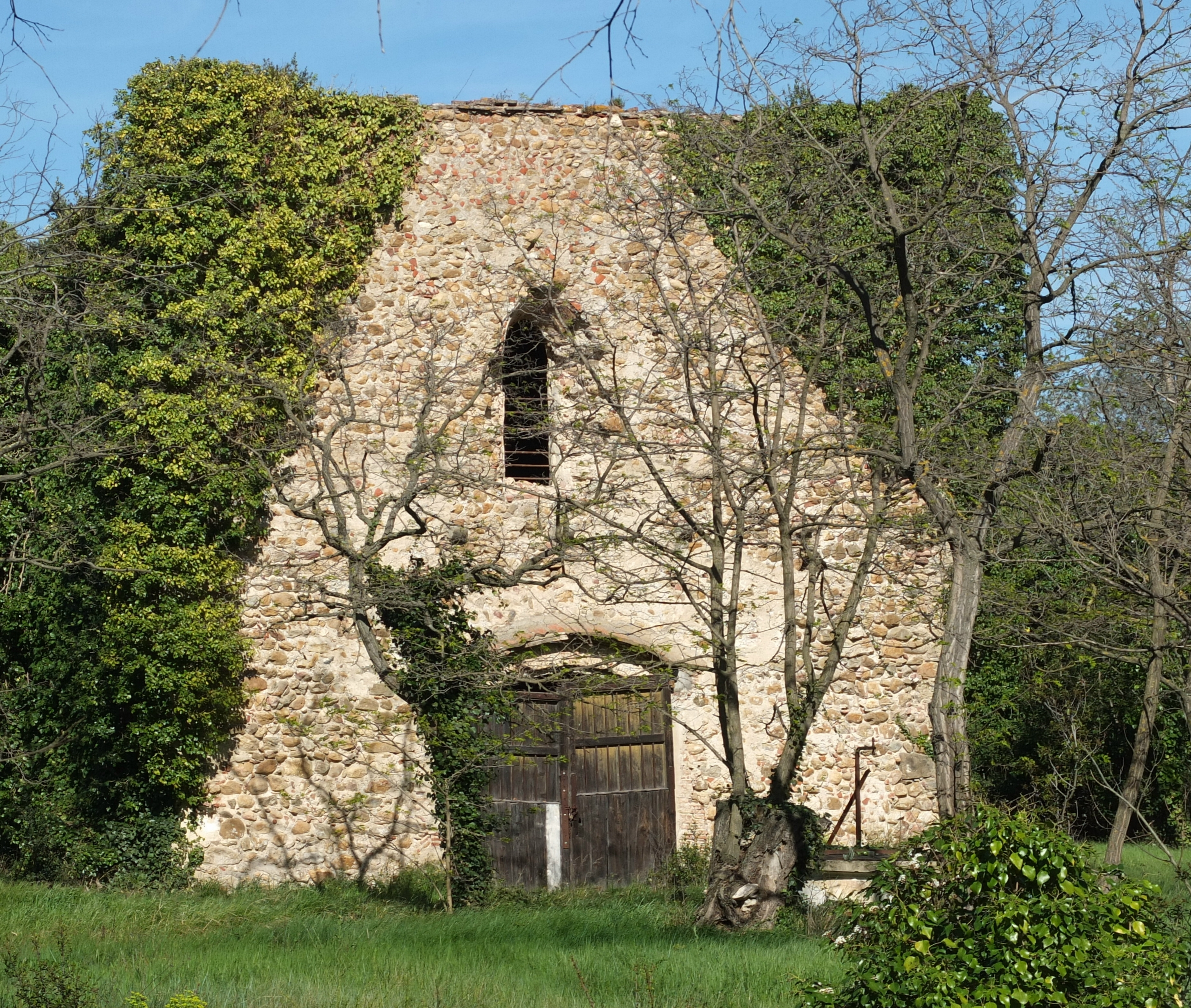
Kapel van de commanderij van Mas Deu, in 1138 door de tempeliers gebouwd, Trouillas, Roussillon, Frankrijk

De tempelorde was een internationale organisatie die haar manschappen en middelen haalde uit alle delen van West-Europa. Toch waren de Fransen toonaangevend binnen de orde. De bakermat van de Tempeliers lag in de Champagne; de orde was van meet af aan populair in Frankrijk en het grootste deel van de grootmeesters, leden en commanderijen was Frans. Door schenkingen van de Zuid-Franse adel vanaf 1135 ontstonden er commanderijen in Sarlat, Aurillac, Saint-Gilles, Roaix, Nice, Toulouse, Douzens, Carcassonne, Narbonne, Foix, Béziers en Montpellier.
Door de voorspraak van Eleonora van Aquitanië, in 1152 hertrouwd met Hendrik Plantagenet, de latere Engelse koning, kreeg de tempelorde toegang tot Engeland en de Engelse domeinen in Frankrijk, zoals Anjou, Normandië en Bretagne.
Godfried van Sint-Omaars, een van de medestichters, speelde een cruciale rol in de vestiging van de orde in Vlaanderen. De Vlaamse graaf Willem Clito en graaf Diederik van de Elzas schonken in 1128 verheffingsrechten (successierechten die betaald moesten worden als een leen op een andere leenman overging). Ieper was de oudste vestiging in Vlaanderen. Ter Brake (Alphen) was de oudste commanderij in Brabant op grond dat in 1144 door de heer van Breda werd geschonken.

### Heilige Land en landen van overzee
Jeruzalem was het centrum van hun wereld. In het Heilige Land lagen de drie belangrijkste provincies: Jeruzalem, Tripoli en Antiochië. Daar vonden de militaire acties plaats en lagen hun kastelen. De overige tien provincies werden aangeduid als de ‘landen van overzee’: Frankrijk, Zuid-Frankrijk, Engeland, Portugal, Aragon, Noord-Italië, Zuid-Italië, Hongarije, Oost-Europa en Cyprus. Dat waren de wingewesten van de orde waar hun commanderijen lagen. In Spanje en Portugal echter vochten de Tempeliers ook mee tegen de Moren, maar speelden een vrij ondergeschikte rol bij de herovering van het schiereiland. In de elfde eeuw was een bescheiden deel in christelijke handen, halverwege de twaalfde eeuw was dat iets meer dan de helft. Daardoor verwijderde het front zich meer en meer van de tientallen kastelen van de Tempeliers. De aandacht van de Spaanse Tempeliers voor de Reconquista was minimaal.

## Bezittingen

### Commanderijen en kastelen

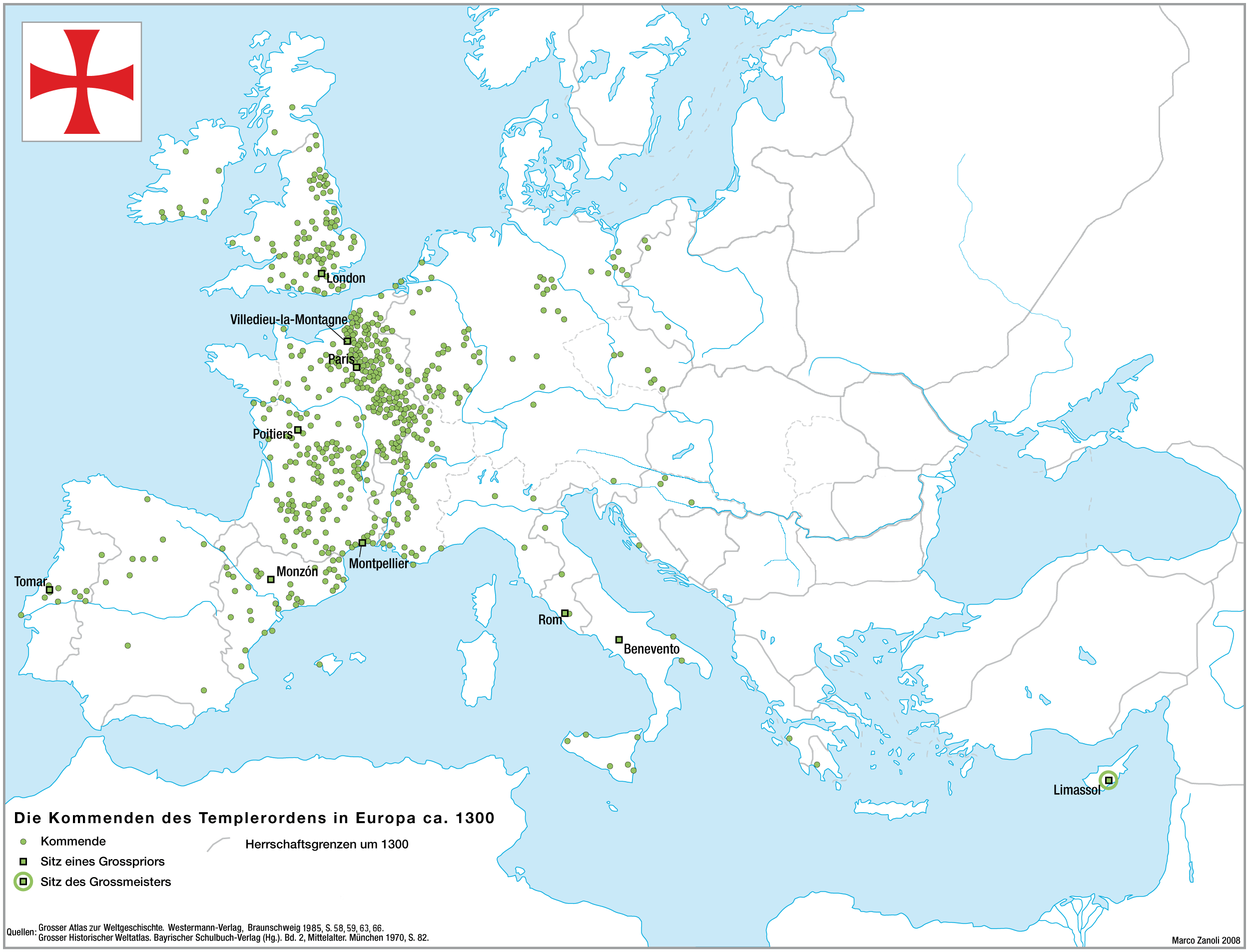
Bezittingen in Europa omstreeks 1300
(klik voor vergroting)

De commanderijen van de Tempeliers waren herenboerderijen die bestonden uit hoeven, schuren, akkers, weilanden, wijngaarden, kapellen en de daarbij behorende horige landarbeiders. Ze moesten de toevloed verzekeren van manschappen, geld, eten, paarden, wapens en bouwmaterialen. De commanderijen huisvestten ongeveer vier leden die tientallen landarbeiders commandeerden. Er waren meestal geen ridders aanwezig. De Tempeliers exploiteerden ruim 1.000 commanderijen in de landen van overzee, waarvan minstens 800 in Frankrijk. Engeland telde er 40, Duitsland 36. Ze waren gelegen langs de Europese pelgrimsroutes en in de havensteden naar het Heilige Land. De commanderijen van Londen, Parijs en La Rochelle werden uitgebouwd tot vestigingen.
De Tempeliers verwierven in de loop der tijd ook steeds meer bezittingen in de kruisvaarderstaten. Ze waren er de grootste landeigenaren geworden, bezaten de meeste kastelen en hadden duizenden handwerklieden in dienst. Naast de grote kastelen bezaten de tempeliers nog tientallen kleinere:
- in Jeruzalem: Beaufort, Zefat, Sidon, Atlit (Pelgrimsburcht), La Fève en Gaza
- in Syrië: Chastel Blanc en Tortosa
- in Antiochië: Baghras, La Roche de Roussel en La Roche Guillaume

### Inkomsten en uitgaven

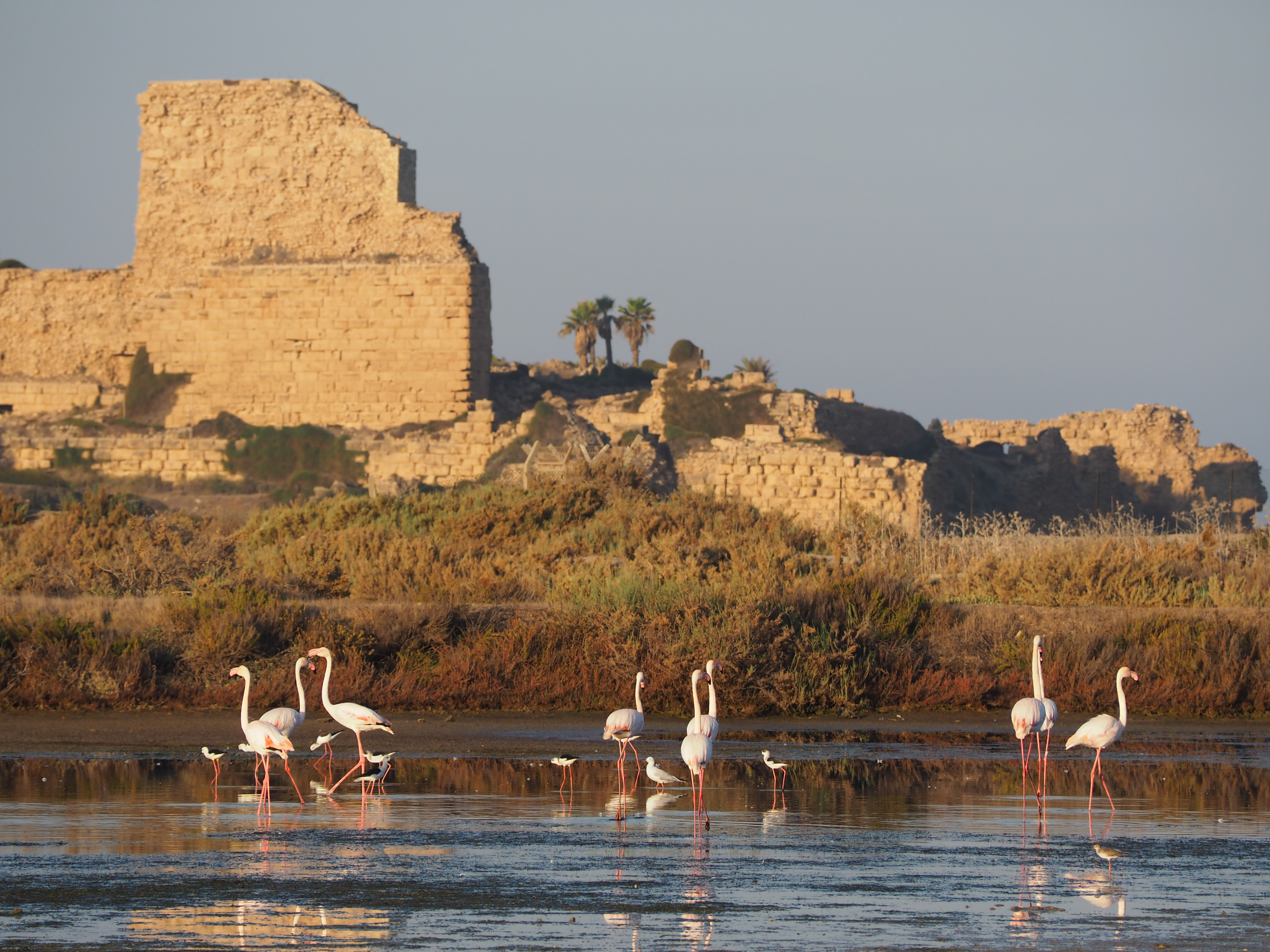
Atlit (Pelgrimsburcht), Israël

De voornaamste bron van inkomsten waren schenkingen. De tempelorde kreeg veel van koningen, graven, pausen, kardinalen, bisschoppen, landheren en eenvoudige lieden. Naast de boerderijen van de commanderijen ontving ze geld, kerken, kloosters, gastenverblijven, ziekenhuizen, huizen, tuinen, markten, molens, smidsen, et cetera. Al die goederen brachten winsten voort, vaak dankzij de arbeid van de horigen die verplicht waren om zonder beloning voor de landbezitter (de orde) te werken. De opbrengsten werden regelmatig aan het hoofdkwartier afgestaan. De Tempeliers bezaten ook vele parochiekerken die geld opleverden via missen en collecten.
De Tempeliers opereerden meer en meer als bankier, rentmeester en inner van belastingen. Koning Lodewijk VII van Frankrijk leende bij de tempelorde een gigantisch bedrag om de Tweede Kruistocht voort te kunnen zetten. Vanaf dat moment werden de Tempeliers de belangrijkste bankier van het Franse koningshuis. Filips II Augustus liet tijdens zijn afwezigheid voor de Derde Kruistocht alle inkomsten van zijn gebieden betalen aan de Parijse tempel. De Engelse koningen Jan zonder Land en Hendrik III leenden forse bedragen. De Londense tempel, en later de Parijse tempel, waren zelfs bewaarplaats voor de Engelse kroonjuwelen. De tempelorde gaf grote leningen aan paus Alexander III en zamelde geldsommen voor hem in. De Tempeliers beheerden bedragen voor verschillende baronnen en kooplieden. Ze werden ingeschakeld om kerkelijke en wereldlijke belastingen te innen. De Tempeliers zelf waren gevrijwaard van kerkelijke belastingen, ze mochten de tienden houden en exporteerden goederen belastingvrij naar het Heilige Land. Ze bezaten eigen werven en koopvaardijschepen. Akko in de Levant was hun belangrijkste haven.
De orde haalde zeker ook inkomsten uit het Midden-Oosten. Ze hieven belastingen op havens, markten en molens. Ze eisten beschermgeld van sultans en de sjiitische sekte van de assassijnen. Ze ondernamen plundertochten tot diep in het land van de moslims, vergaarden buit en eisten losgeld voor krijgsgevangenen. Tegelijk spendeerden de Tempeliers fortuinen aan hun militair apparaat. De bouw van het kasteel Zefat kostte bijvoorbeeld 1,1 miljoen bezanten, maar ook het onderhouden van kastelen en ridders was erg duur. Paarden werden geïmporteerd vanuit Europa, omdat de Arabische paarden te licht gebouwd waren. Tussen 1180 en 1260 was de prijs van paarden verzesvoudigd.

## Andere ridderorden
In de 12e eeuw ontstonden er verscheidene religieuze orden met een militaire taak. Ze streden allemaal voor het Heilige Land en werden concurrenten van elkaar. De spanningen konden hoog oplopen. Ook in het westen zag men de verdeeldheid van de kruisridderorden. Op het concilie van Lyon (1274) werd voor het eerst over een samengaan van de ridderorden gesproken. Paus Bonifatius VIII zette de discussie voort. Vooral de twee Franse ridderorden (Tempeliers en hospitaalridders) kwamen in aanmerking, maar grootmeester Jacques de Molay was mordicus tegen.

### Concurrenten
De Orde van Sint-Jan (johannieters, beter bekend als de hospitaalridders) werd in 1113 erkend door de paus. Ze mochten hun leider benoemen, tienden innen en waren alleen verantwoording schuldig aan de paus. Hun enige officiële doel was het helpen van armen en zieken, maar al sinds 1136 gingen ze zich meer richten op de strijd tegen de moslims. Pas aan het einde van de 12e eeuw gaf de paus toestemming voor de militaire doelstelling. Men krijgt de indruk dat de Johannieters hun soldatentaak opvoerden door de groeiende populariteit van de Tempelorde. De Tempeliers en de Johannieters werden de twee belangrijkste ridderorden in het heilige land.
De Duitse Orde ontstond tegen het einde van de twaalfde eeuw, omdat er een manifest taalprobleem was met de twee andere ridderorden die Franstalig waren. Door de concurrentie met de Duitse Orde hadden de Tempeliers betrekkelijk weinig bezittingen in Duitsland. Omdat Nederland toen sterk onder Duitse invloed stond, was de Duitse Orde er ook groter dan de Tempeliers. In het heilige land heeft de Duitse orde nooit een grote rol gespeeld omdat zij zich richtte op het Oosten van Europa.

## Militair belang

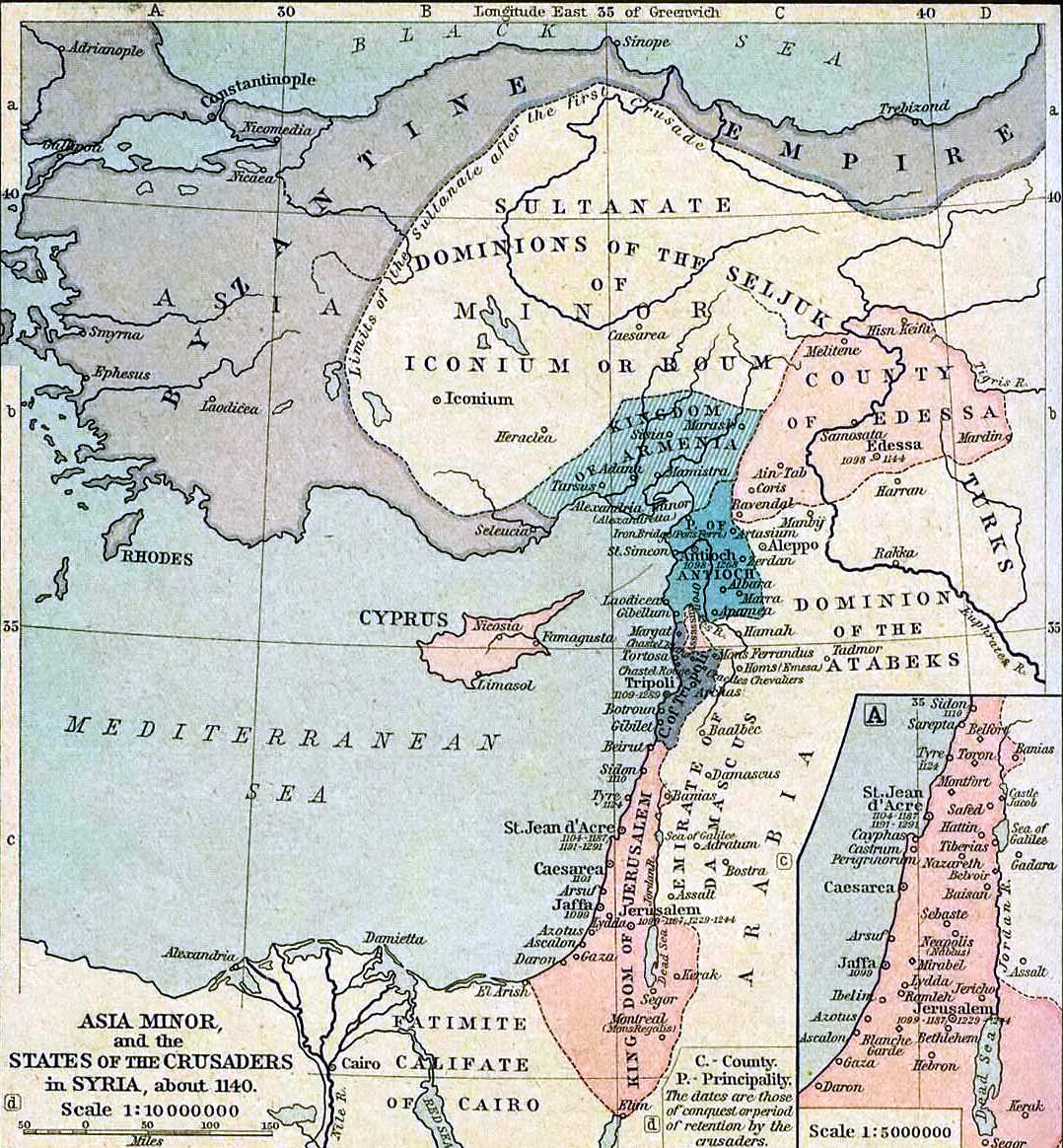
Kruisvaardersstaten in 1140

De Ridderorden hadden een belangrijke militaire positie in de kruisvaardersstaten. De Tempeliers en de Johannieters konden elk ongeveer 600 ridders in de strijd werpen, evenveel als de 1.200 ridders van het politiek bestuur. Ze gaven militair advies, namen deel aan diplomatieke missies en beheerden de kastelen. Vanaf 1150 hadden de politieke leiders het beheer van de kastelen overgedragen aan de ridderordes, omdat zij de enigen waren die over voldoende financiële middelen beschikten. Het overgrote deel van de kastelen in de Latijnse staten werd bemand door de ridderorden. Kastelen waren er van essentieel belang om het gering aantal westerse soldaten te compenseren. De ridderorden werden ook op de meest kwetsbare posities van een legercolonne geposteerd. In de dertiende eeuw waren zij de enigen die zich nog interesseerden voor het platteland van Antiochië en Tripoli.
Regelmatig werd een groot deel van de krijgsmacht van de tempelorde gedood door de moslims. In Hattin (1187), La Forbie (1244) en de Zevende Kruistocht (1248) sneuvelden telkens 300 à 400 tempeliers. De orde zat constant verlegen om nieuwe vechtersbazen en nam het niet zo nauw met de toetredingseisen. Hoewel de Grondregel uitdrukkelijk verbood dat de orde leden wierf onder geëxcommuniceerden, liet de Franse vertaling dat wel toe. Dat waren roofridders of andere zware gevallen. Paus Innocentius III klaagde in 1207 over het gemak waarmee de tempelorde nieuwe leden aannam. Volgens hem zat er te veel tuig tussen.

### Einde van de Latijnse staten
Na de val van Akko en het koninkrijk Jeruzalem (1291) verhuisden de ridderorden hun hoofdkwartier naar het eiland Cyprus. Ze zetten hun strijd tegen de moslims verder voort ter zee. In 1300 kwam het tot diverse piratenacties bij Egyptische en Syrische havensteden. De Tempeliers mengden zich in de staatszaken op Cyprus en steunden een staatsgreep. De tempelorde en een deel van de geestelijkheid bleef hangen in het verleden. Op verzoek van paus Clemens V kwam grootmeester Jacques de Molay in 1307 nog met een uitgewerkt plan voor de herovering van het Heilige Land.

## Het proces tegen de orde (1307-1312)
De Franse koning Filips de Schone was de machtigste vorst van zijn tijd. Zijn politiek was erop gericht om het gezag van het Franse koningshuis te versterken. Door zijn oorlogen met de Engelsen en de Vlamingen verkeerde hij vanaf het begin van zijn regering in financiële problemen. Hij zocht geld bij de Katholieke Kerk, de Lombarden, de joden en via muntdevaluaties. Filips wilde de macht van de Katholieke Kerk breken. Hij verbood de verdere uitbreiding van de bezittingen van de katholieke monnikenorden en duldde geen kerkelijke inmenging meer met wereldlijke zaken. De strijd laaide zo fel op dat Filips in 1303 een soort proces hield, waarbij hij paus Bonifatius VIII van onder meer ketterij, afgoderij, simonie, sodomie en moord beschuldigde. Hij wilde Bonifatius afzetten en bedreigde hem met de dood. De volgende paus verzoende zich met de Franse koning.
In de eerste jaren van zijn regering leek er geen vuiltje aan de lucht tussen Filips en de Tempeliers. Hij maakte gebruik van hun financiële diensten, zoals ambtenaren uitbetalen, munten slaan, belastingen innen, de financiën van koning en prinsen beheren. In 1295 werd wel een deel van de activiteiten overgenomen door een nieuwe koninklijke organisatie. In 1304 ontving de visiteur van de Tempeliers een oorkonde waarin de Franse koning beloofde de orde te beschermen. Volgens een kroniek uit 1308 zou Filips de paus in 1305 gevraagd hebben om de toen bestaande twee Franse ridderorden te verenigen en onder de leiding te plaatsen van de Franse monarchie. In 1306 zocht hij bescherming in de Parijse tempel, nadat er onlusten uitgebroken waren na een muntdevaluatie. In maart 1307 woonde hij nog een inwijdingsdienst bij. Rond die tijd begonnen er aan het Franse hof geruchten de ronde te doen over de duistere praktijken van de Tempeliers. In mei 1307 spraken paus Clemens V en grootmeester Jacques de Molay over de beschuldigingen. In juni 1307 werd er tijdens de kapittelvergadering van de Parijse tempel ook over gesproken.

### Arrestatie, ketterij, inquisitie en bekentenissen
Koning Filip kreeg de kans om in te grijpen door het verraad van een voormalige tempelier, een zekere Esquiu de Florian, die hem verschrikkelijke verhalen vertelde over godslastering, seksuele uitspattingen en duivelaanbidding binnen de orde van de Tempeliers. Dit was het excuus waar Filip heel die tijd op had zitten wachten om in actie te kunnen komen. In de nacht van 12 oktober op 13 oktober 1307 werden door officieren van de koning over heel Frankrijk zo'n 15000 mensen gearresteerd. Daaronder bevonden zich niet alleen Tempeliers, maar ook bedienden en arbeiders op de landgoederen van de Tempeliers. Van de Tempeliers zelf werden er zo'n 2000 aangehouden, onder wie ook grootmeester Jacques de Molay. Zij werden aangehouden in Chinon toen ze onderweg waren naar de paus. In de kerker van Chinon is nog steeds een inscriptie van Jacques de Molay te lezen. De paus heeft zich niet verzet tegen de arrestatie. Al de gevangenen en hun bezittingen kwamen onder het beheer van de Franse koning. Dat bleef zo gedurende de vijf jaren van het proces. Hoewel er weinig liquide middelen aangetroffen werden, weet men van diverse commanderijen dat Filips ze verkocht of verpacht heeft.
De Orde van de Tempeliers werd beschuldigd van ketterij. Alleen de Kerk was gemachtigd om daar een oordeel over te vellen. Wanneer Filips IV aan zijn baljuws opdroeg om alle Tempeliers te arresteren, gebeurde dat op verzoek van de Franse inquisiteur Willem d’Imbert. Deze dominicaanse monnik was tevens Filips' biechtvader. De gevangenen werden beschikbaar gesteld aan de inquisitie. Deze kerkelijke rechtbank ging er altijd van uit dat ze gelijk had en de beschuldigingen juist waren. Wie bekende, kreeg vergiffenis. Wie ontkende, kreeg de doodstraf. Wie zijn bekentenis herriep, kreeg zeker de doodstraf. Via een pauselijke bul van 1252 was de praktijk van het martelen al kerkelijk goedgekeurd. Men redeneerde dat een onschuldige martelingen kon doorstaan, als het ging over de redding van zijn ziel.
De eerste verhoren zijn van grote invloed geweest op het verdere verloop van het proces. Er zijn 138 verslagen van de Parijse verhoren uit oktober en november 1307 bewaard gebleven. Slechts vier leden ontkenden alles, de anderen bekenden onder zware druk dat de orde schuldig was aan een deel van de beschuldigingen. Het staat vast dat de meerderheid van de gevangenen gemarteld werd. Op 24 oktober 1307 ging ook grootmeester Jacques de Molay door de knieën. Hij bekende dat men hem tijdens zijn toetreding 42 jaar eerder gedwongen had om het beeld van Christus te verloochenen en op het kruis te spuwen. Hij geloofde dat men hem niet anders behandeld had dan de anderen. De volgende dag herhaalde hij zijn verklaring in het openbaar. Daarna onderschreven 38 leden, onder wie de hoogste leiders, ten overstaan van een groep toehoorders de verklaring van de grootmeester. Daarmee kon Filips zijn actie gemakkelijk rechtvaardigen.

### Paus Clemens V
Paus Clemens V was een Franse bisschop die zijn benoeming tot paus dankte aan Filips IV. De koning had gedacht dat het proces na de bekentenissen snel afgehandeld zou worden, maar de paus reageerde verrassend. Hij trotseerde Filips, hechtte geen geloof aan de roddels, noemde het een aanslag op de kerk en eiste tevergeefs dat de bezittingen werden overgedragen aan de kerk. De paus zorgde ervoor dat het proces nog jaren aansleepte.
Op 22 november 1307 droeg de paus alle christelijke vorsten op de Tempeliers te arresteren en hun bezittingen beschikbaar te stellen aan de kerk in afwachting van het proces. In december 1307 trok de grootmeester zijn bekentenis in tegenover twee kardinalen, veel andere leden deden hetzelfde. In februari 1308 schortte de paus de activiteiten van de Franse inquisiteurs op, maar Filips ging door met zijn campagne tegen de tempelorde. In juni 1308 liet hij in Poitiers 72 Tempeliers verschijnen voor de paus. Ze waren zorgvuldig gekozen en bevestigden de teneur van de verhoren van oktober 1307. In augustus 1308 bekenden de hoogste leiders van de tempelorde op het kasteel van Chinon opnieuw delen van de aanklacht.
Op 12 augustus 1308 verscheen de pauselijke aanklacht tegen de tempelorde. De belangrijkste van de 127 artikelen waren: verloochenen van Jezus Christus, aanbidden van een afgod, kusrituelen en andere homoseksuele praktijken, zich verrijken op een illegale manier. Tot deze zaken zou men reeds lang aangezet worden in de hele orde. Een pauselijke commissie moest de aanklacht onderzoeken en zich uitspreken over de orde, de aartsbisschoppen konden recht spreken over de individuele Tempeliers. Bijna alle leden van de commissie hadden nauwe relaties met het Franse koningshuis. In maart 1309 bleek nog eens hoeveel invloed de Franse koning had op de paus, toen Clemens zijn hofhouding naar Avignon verhuisde en de Babylonische ballingschap der pausen begon.
In april 1310 was de verdediging van de Tempeliers op haar sterkst. Er hadden zich bijna 600 leden aangemeld voor het proces. Ze voerden aan dat de bekentenissen door marteling verkregen waren. Men wist van 36 Tempeliers dat ze omgekomen waren tijdens de verhoren in Parijs. Maar in mei 1310 begon aartsbisschop Philippe de Marigny individuele Tempeliers te vonnissen. Op het hoogtepunt van de verdediging liet hij er 54 verbranden. Het waren strijdbare leden die de orde wilden verdedigen en hun bekentenissen teruggetrokken hadden. De Franse aartsbisschoppen gingen door met het berechten van individuele leden. Dat kraakte de verdediging volledig. Weinigen hadden nog de moed om de orde te verdedigen. Slechts 87 van de oorspronkelijke 597 verdedigers kwamen opdagen.

## Opheffing van de orde
De Franse koning Filips de Schone was de drijvende kracht achter de ontbinding van de Orde van de Tempeliers. Van meet af aan was hij van plan de orde te vernietigen. Dan sloeg hij twee vliegen in één klap:
1. Politiek: Filips duldde op het Franse grondgebied geen paramilitaire organisatie die aan zijn gezag ontsnapte.
2. Financieel: Hij kon zijn lege schatkist aanvullen met de bezittingen van de tempelorde.

De katholieke kerk was niet opgewassen tegen de machtige koning van Frankrijk. Veel betrokken geestelijken (paus, aartsbisschoppen, commissie en inquisiteur) waren zelf Fransen, nauw verbonden met de koning en nauwelijks bereid hem tegen te spreken, als ze al niet actief meewerkten aan zijn plan.
Paus Clemens V opende op 16 oktober 1311 het Concilie van Vienne. In de maanden vooraf had hij zich beziggehouden met het bewijsmateriaal tegen de orde en instructies verzonden over het verkrijgen van bekentenissen via martelingen. Hij liet negen tempelridders arresteren die de orde wilden verdedigen. In maart 1312 verscheen Filips in Vienne. Hij had twee broers, drie zonen en een groot leger meegebracht om indruk te maken. Op 3 april 1312 deelde de paus mee aan het concilie dat hij besloten had om de tempelorde op te heffen zonder haar te veroordelen voor ketterij. In de bul Vox in Excelso stond onder andere: “Het is waar dat voornoemde orde op grond van processen, tegen haar als ketterse organisatie gevoerd, door een definitieve uitspraak niet veroordeeld kan worden. Daarom heffen wij, niet zonder bitterheid en zielensmart, niet door een gerechtelijke uitspraak, maar uit vaderlijke zorg en apostolische onvolkomenheid, de genoemde tempelorde tezamen met al haar instellingen, bepalingen en namen voor eeuwig met toestemming van het heilige concilie op.” De bezittingen van de Tempeliers vervielen aan de hospitaalorde die wel 200.000 pond aan de koning moest betalen voor de proceskosten. In augustus 1312 schreef Filips dat hij instemde met het besluit, als de hospitaalorde volledig hervormd zou worden. Hij dacht al aan zijn volgend slachtoffer.

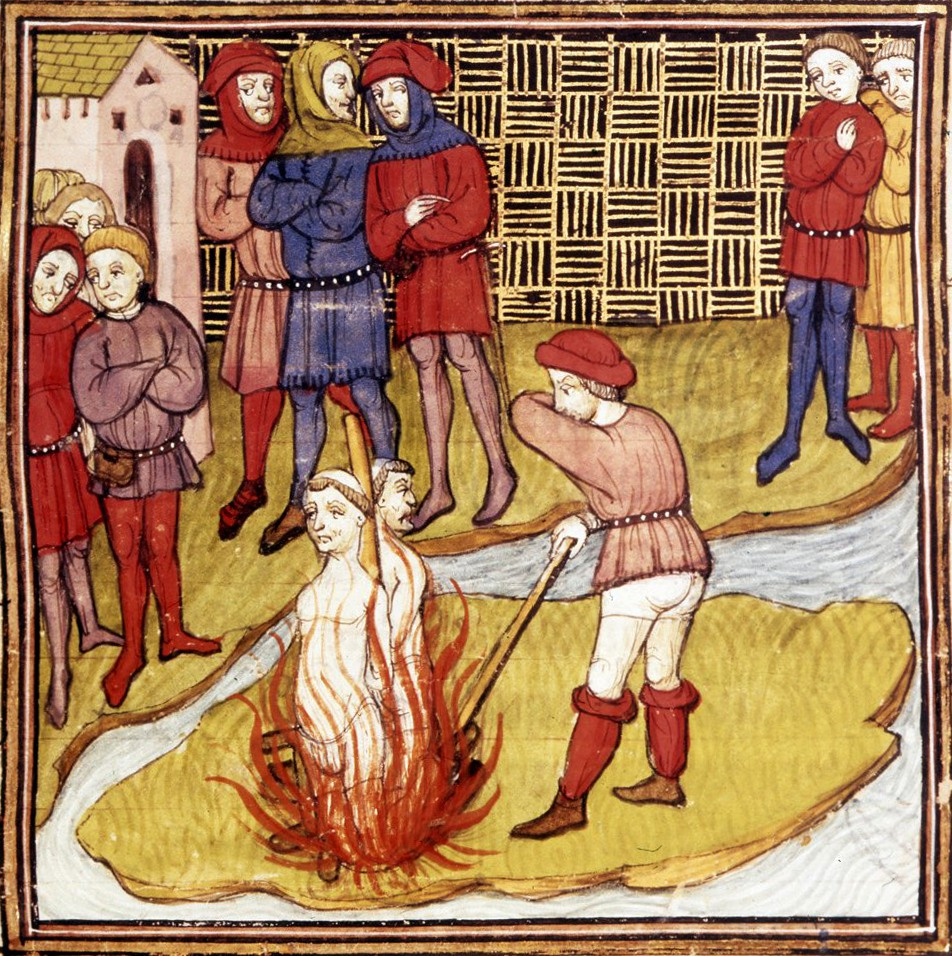
Grootmeester Jacques de Molay en commandeur Godfried van Charney op de brandstapel

De veroordeling van de leden verliep betrekkelijk geruisloos. Veel gewone broeders traden toe tot een kloosterorde of sleten hun dagen op de vroegere commanderijen. De vier leiders echter werden onderworpen aan een pauselijke rechtbank van kardinalen. Op 18 maart 1314 werden ze op een openbare rechtszitting in Parijs veroordeeld tot levenslange gevangenisstraf. Maar grootmeester Jacques de Molay en commandeur Godfried van Charney maakten van de gelegenheid gebruik om hun eerdere bekentenissen in te trekken en de orde onschuldig te verklaren. Toen Filips daar lucht van kreeg, liet hij de twee mannen nog diezelfde dag op de brandstapel sterven.
De orde als geheel werd eigenlijk nooit werkelijk verdacht van ketterij of overtreding van geloofsregels. In de strafbepalingen van de tempelorde stond dat men voor homoseksualiteit uit de orde gezet werd. Er is nooit een spoor gevonden van afgodsbeelden en geheime voorschriften. Afgedwongen bekentenissen over kusrituelen en afgoden vertoonden zo’n grote verscheidenheid dat er geen waarde aan gehecht kan worden: de Tempeliers hadden onder dwang bekend wat de Inquisitie wilde horen. In andere landen werd met ongeloof gereageerd op de processen in Frankrijk. In deze landen waren weinig verhoren, martelingen, bekentenissen en veroordelingen. Het was echter ook daar een handige manier om de bezittingen van de tempelorde af te nemen.

## Eerherstel

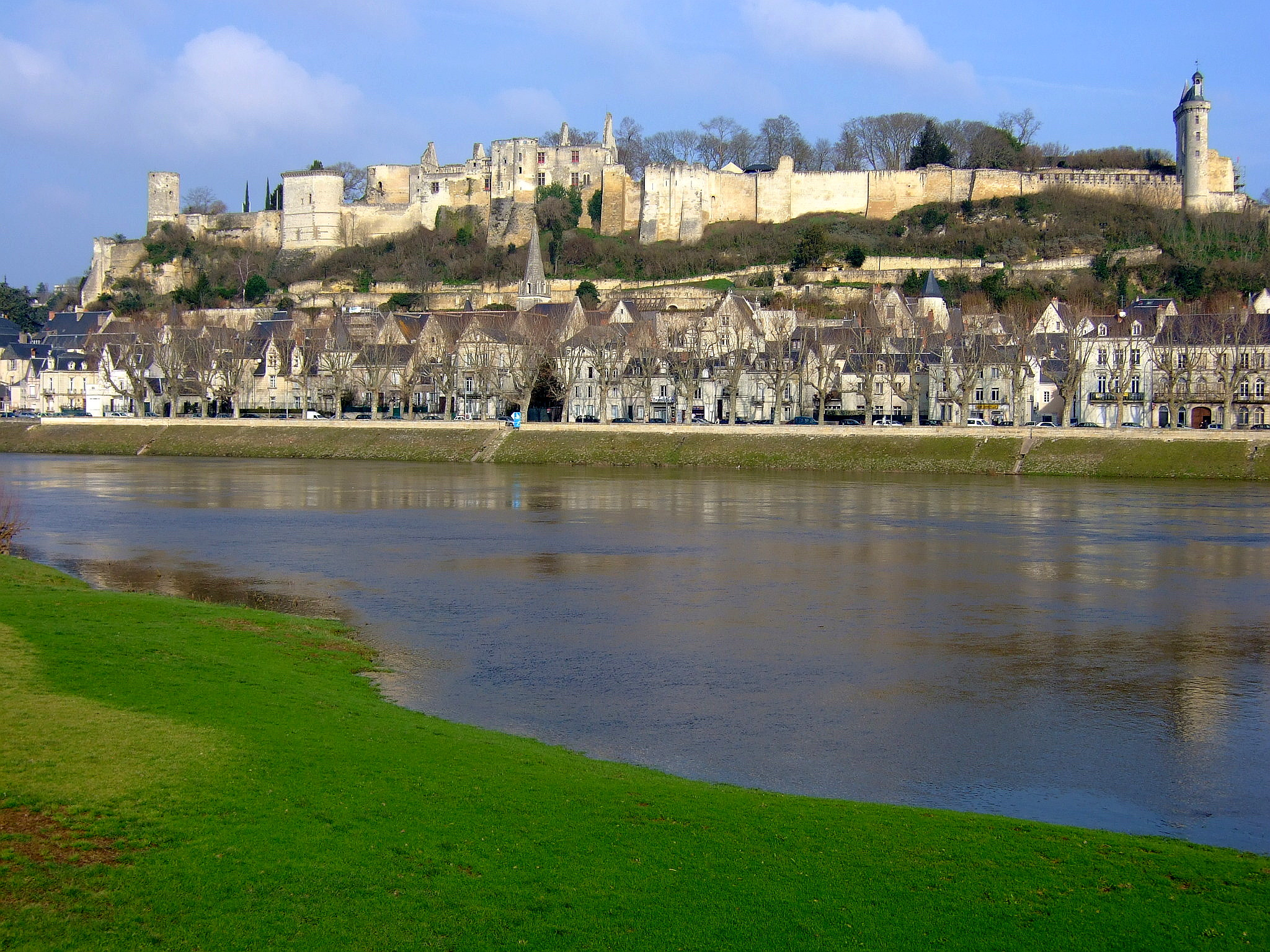
In het kasteel van Chinon werden belangrijke verhoren gehouden

In 2001 vond professor Barbara Frale bij toeval het perkament van Chinon in het Vaticaans Geheim Archief. Het document uit 1308-1314 was onterecht in het archief van de 17e eeuw terechtgekomen. Het beschreef de verhoren van 79 Tempeliers, waarvan de bekendste tussen 28 juni en 2 juli 1308 gehouden werden in het kasteel van Chinon. Het bevat ook aantekeningen van paus Clemens V gericht aan bisschop Jacques Fournier (de latere paus Benedictus XII). Daaruit zou blijken dat Clemens de Tempeliers in 1314 vrijgesproken heeft van ketterij, hen de pauselijke absolutie geschonken heeft en zelfs vergiffenis gevraagd heeft. Hij ontbond de tempelorde onder politieke druk van de Franse koning Filips IV.
Het Vaticaan gaf op 25 oktober 2007 het boek Processus contra Templarios uit en verklaarde de Tempeliers niet langer ketters. De publicatie was gebaseerd op het perkament van Chinon. In 2008 spanden nazaten van de Tempeliers in Spanje een rechtszaak aan tegen paus Benedictus XVI om de goede naam van de tempelorde te herstellen.

## Mythevorming
De mythevorming rond de Orde van de Tempeliers nam in de loop der eeuwen gigantische proporties aan. Er werden de meest ongeloofwaardige verhalen verzonnen. Daar is een aantal redenen voor:
1. Ze waren de enige ware ridderorde. Ze verschilden van andere ordes omdat zij door een groep kruisvaarders zijn opgericht, die later werd goedgekeurd met dank aan Bernardus van Clairvaux.
2. Ze gingen om met de hoogste kerkelijke en wereldlijke kringen. Pausen, koningen, edellieden en rijke families maakten gebruik van hun financiële diensten. Ze vervulden geregeld diplomatieke en publieke taken en kregen vele schenkingen en voorrechten. In het algemeen behoorden de leden zelf tot de lagere adel.
3. De orde was behoorlijk rijk, maar de hospitaalridders en andere kloosterorden bezaten vergelijkbare rijkdommen. In de overlevering wordt de Tempeliers een fabelachtige fortuin toegedicht. De rijkdom moet feitelijk niet gezien worden als kluizen vol goud, maar vooral landbouwgrond, horige landarbeiders, vee, gebouwen, voedselvoorraden en schuldbekentenissen.
4. Het proces van de tempelorde maakte veel emoties en fantasieën los. Koning, paus, ketterij, geheime rituelen, inquisitie, martelingen, bekentenissen en doodstraffen, het blijft een combinatie die tot de verbeelding spreekt en controverse uitlokt.
5. We weten betrekkelijk weinig over de orde. Een groot deel van het archief is verloren gegaan en het was de leden ten strengste verboden met anderen over de orde te praten. Dergelijke geheimhouding was niet uitzonderlijk voor broederschappen.

Naast historische en esoterische mythes zijn er ook verhalen die een ander beeld van de orde geven. In verschillende talen bestaan uitdrukkingen die naar alcoholconsumptie verwijzen. Constantijn Huygens: 
Ick bend'er by geweest, 't is waer, daer Dronckaerts saten,
En sopen als Templiers, en vloecten als Croaten.

### Geheim voortbestaan
In kringen van vrijmetselaars en liefhebbers van esoterische kennis gaat het verhaal dat de orde nog eeuwenlang in het geheim is blijven bestaan. Zo zou er een Handvest van Larmenius (tabula aurea Larmenii) uit 1324 zijn, dat doorgegeven werd aan Grootmeester Bernard Raymond Fabré-Palaprat, die in werkelijkheid een Franse pseudo-orde van Tempeliers (Orde van de Tempel) oprichtte op 4 november 1804. De 19e-eeuwse theosofe Blavatsky schreef in haar Isis Ontsluierd over het (gebrek aan) verband tussen tempeliers en vrijmetselarij. 
Sommigen geloven ook dat de tempeliers iets te maken hadden met de Franse Revolutie uit wraak op het Franse koningshuis. Er is zelfs een legende dat een man op het schavot sprong na de executie van Lodewijk XVI, zijn handen in het bloed doopte en schreeuwde Jacques de Molay gij zijt gewroken. Dit zou de theorie ondersteunen dat vele revolutionairen lid van de vrijmetselarij waren zoals Lodewijk Filips II van Orléans (Philippe Égalité).